# مراسيم نويفا بلانتا

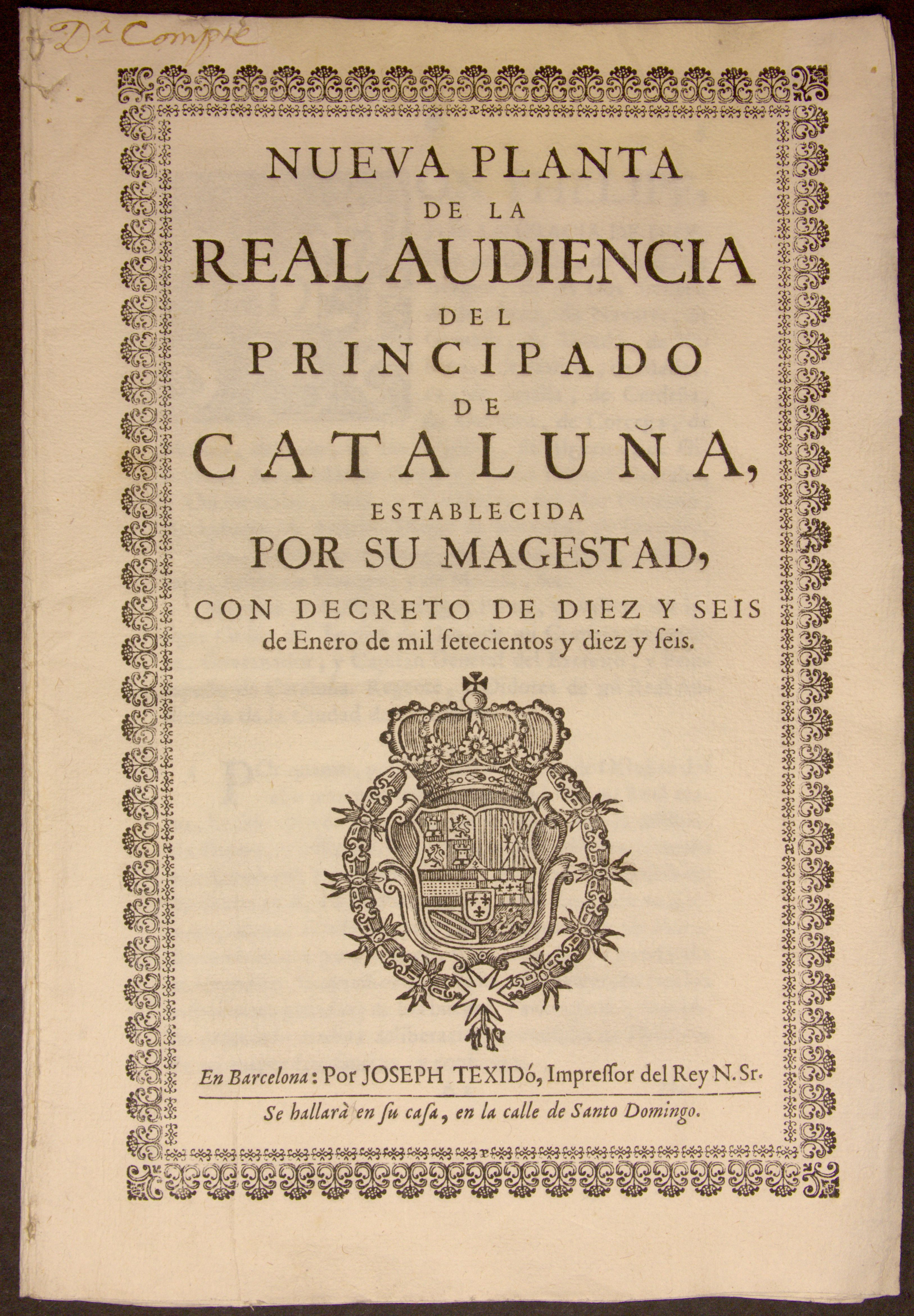
مراسيم نويفا بلانتا(غلاف)

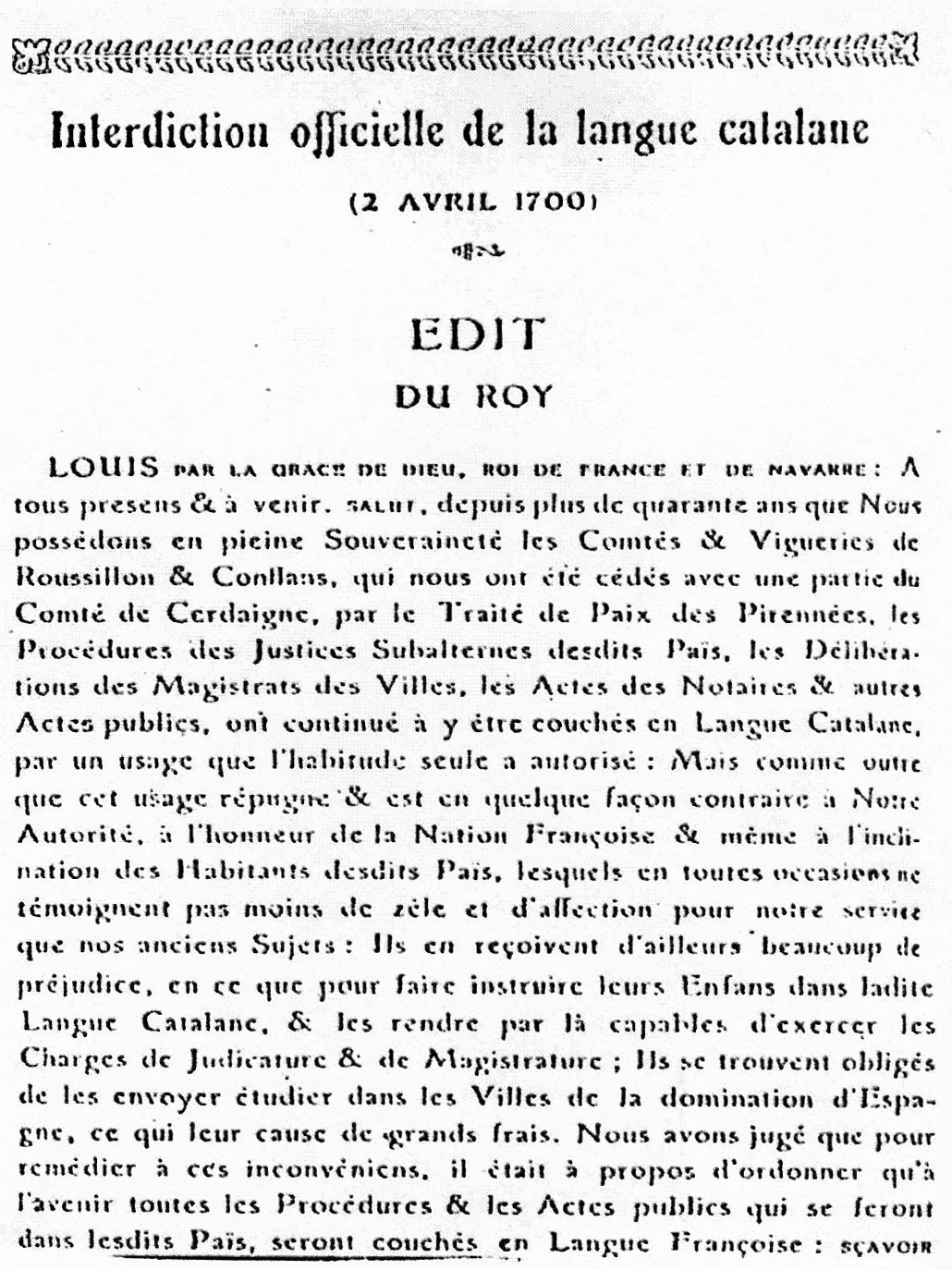
مرسوم الفرنسي يحظر اللغة الكتالونية

مراسيم نويفا بلانتا (الإسبانية:Decretos de Nueva Planta؛ الكاتالانية: Decrets de Nova Planta)؛ كانت مجموعة من المراسيم التي وقعت بين 1707 و1716 من قبل فيليبي من بوربون، أول ملك إسبانيا قانوناً، بعد فترة وجيزة من نهاية حرب الخلافة الإسبانية بعد انعقاد معاهدة أوترخت، وذلك لأن كتالونيا وقفت ضده في الحرب وهو ما اعتبره تمرداً.
قام فيليبي بأخذ بنظام وطنه فرنسا التي كانت تتمتع بنظام الدولة المركزية، فقام بإلغاء المؤسسات والامتيازات والمواثيق القديمة (التي تعرف بالإسبانية: fueros، والكاتالانية: furs)؛ وأيضا حل جميع المناطق (أراغون ، كاتالونيا ، فالنسيا ، جزر البليار)، منهياً فيما يعرف تاريخياً بـ تاج أراغون باستثناء وادي آران التي كانت تحكمها قوانين قشتالة، وأيضا تم دمج هذه المناطق بشكل جديد، وتقريباً بدت تدار بشكل موحد تابع لـ مركزية إسبانيا.
دعمت نافارا والأراضي الباسكية الأخرى فيليبي الخامس منذ البداية، لأنهم توقعوا أن يكون مثل سلفه هنري الثالث ملك نافارا، لكن سرعان ما تغير الحال مع الحملة العسكري لسحق الانتفاضة في الباسك، ومع ذلك لاحقاً تراجع عن نيته في إلغاء قوانينها ومواثيقها القديمة.
صدرت المواثيق الإلغاء لأول مرة في عام 1707 في فالنسيا وأراغون، وفي عام 1715 في مايوركا و جزر البليار الأخرى (باستثناء مينوركا، التي كانت مستعمرة لـ المملكة المتحدة لبريطانيا العظمى في ذلك الوقت)؛ وأخيراً في كاتالونيا في 16 يناير من عام 1716.
هذه المراسيم خلقت بالفعل الجنسية الإسبانية، بحيث أن القضاء لا يمكنه الآن يميز بين قشتالة وأراغون فيما يتعلق بالحقوق أو القانون، وأيضا تم إلغاء الحدود الداخلية والجمارك باستثناء في إقليم الباسك، وأيضا تم إعطاء منحة لجميع الإسبان على التجارة مع المستعمرات الأمريكية الإسبانية (وليس حكر على القشتاليين كما هو في السابق).
انتصر فيليبي دي بوربون أخيراً في حرب الخلافة الإسبانية الدامية وأصبح أول ملك لإسبانيا من سلالة بوربون العريقة، وفرض سياسات التوحيد على تاج أراغون الذين كانوا أنصار خصمه الأرشيدوق كارل هابسبورغ، هذه المواثيق والأوامر شكلت أول تحقيق النجاح في إسبانيا كدولة مركزية، وذلك تمشياً مع بلدان أوروبية أخرى بحيث الملوك فيها تتزايد سلطاتهم، وأيضا كنوع من العقاب على هذه الأراضي التي حاربت ضد فيليب الخامس في حرب الخلافة، وتم تعيين كبار موظفي الخدمة المدنية مباشرة من مدريد مدينة بلاط الملكي، وألغيت معظم المؤسسات في هذه المناطق، وأصبح أيضا القضايا المعروضة على المحاكم وجادل فيها لا يتم إلا بـ القشتالية (الإسبانية حالياً)، والتي أصبحت اللغة الوحيدة للحكومة، بعد تشريد اللاتينية والكاتالانية وغيرها من اللغات في إسبانيا.

## وصلات خارجية
- Documents about the case of the catalans dated on 1714, at the مجلس اللوردات, UK.
- Journal of the House of Lords: volume 19, 2 August 1715, Further Articles of Impeachment against E. Oxford brought from H.C. Article VI.
- Extract from the Decree of abolition of the fueros of Aragon and Valencia from ويكي مصدر
- Decree of 16 January 1716 (facsimile)
- Nueva Planta decree digitalization